# ソフリット
ソフリット（伊: soffritto）はイタリア料理に用いられる香味ベース。様々な種類のパスタやリゾット用の肉や魚のソース、煮込み野菜などの付け合わせ、シチューや肉の煮込みなどの2皿目、ニシアンコウやタコの煮込みなどの魚介のメインディッシュのベースに使用される。
ソフリットのベースとなる野菜を混ぜたものはミルポワとしても知られている。しかしながら「ナポリのソフリット」（soffritto napoletano）は根本的に異なり、肉がベースになっている。

## 概要
基本的なソフリットの素材は、オリーブ・オイルと刻んだタマネギ、そして適宜ではあるが、刻んだニンニクである。地域によってレシピがことなり、オリーブ・オイルの代わりにバターが使われることもあり、その両方が使われることもある。
油を熱してタマネギやニンニクを炒め、次いでその他の素材が追加されるが、その内容は、野菜（ニンジン、セロリ、アーティチョークなど）、キノコ、プロシュット、マグロ、オリーブなど、極めて多岐にわたる。しかし、通常こうした素材の風味が食事に加わると考えられているから、その選び方が自由に行なわれることはない。香味のある素材を炒めることで素材のうまみが引き出され、素材の香りが油脂に溶け出す効果がある。
ソフリットはパスタソースやスープ、リゾットなど様々な料理に用いられる。
フランス料理のミルポワ（Mirepoix）、スペイン語圏のソフリート（sofrito）、ポルトガル語圏のレフォガード（refogado）、アメリカ合衆国ルイジアナ州のケイジャン・クレオール料理で用いる聖なる三位一体(ホーリー・トリニティ、Holy trinity)と共通する料理法である。

## ソフリットの種類
ソフリットには2つの要素があり、脂肪とミンチは、野菜とハーブで構成され、（新鮮な）香りと（乾燥した）スパイスに分けられる。脂肪は（エクストラ）バージンのオリーブ油、バターないしラードなどの通常高品質のものを使用する。揚げ油やマーガリンは使用しない。
香味野菜を熱した油に投入するべきか、冷たい油に入れて強火で加熱すべきかは議論の余地がある。パンチェッタやグアンチャーレなどが使用される場合、その脂肪は料理を消化しにくくするためにほとんど取り除く必要がある。
混ぜるものはレシピによって異なる：マグロ、メカジキ、野菜、肉の種類によっては刻んだエシャロット、リーキ、玉ねぎ（白または赤）。赤身肉などの香りの強い食材には、やはり香りが強い赤玉ねぎが組み合わされる。白身の肉、魚、または特定の野菜（ズッキーニ、ナスなど）の特定のソースとメインコースには、ニンニクが好まれている。ニンニクと玉ねぎを併用するレシピは、香りが強いためまれである。ラグー、メインの肉料理、スープなどではニンジン、セロリ（ミルポワ）がしばし追加される。時々ソフリットには細切れの茸、ピーマン、玉ねぎが入れられ、いくつのレシピでは大きく切ったパンチェッタやグアンチャーレなどの肉が入っている。
また、ソフリットには芳香性のハーブないし乾燥スパイスも入っているが、これらは厳密な手順に従っている。すなわち肉質または皮のような芳香性のハーブ（ローズマリー、セージ、ベイリーフなど）は刻んで油で加熱するが、生のハーブ（バジル、パセリなど）は後で投入される。スパイスは粉にして軽く炒めたり盛り付け時に加えたり、ホールのまま炒めてから取り除いたりするが（ニンニクでやるように）、後者でさえいくつかの規則に従うことになる：通常、白い料理は黒胡椒によってスパイシーになり、トマト料理には唐辛子が使われるが、その他の粉にひかれた胡椒はソフリットの一部ではない。
その他のスパイスは通常は炒められない。

## ベネチア料理でのソフリット
ソフリットは代表的なベネチア料理である鰯のサオール（甘酢漬け）の調理でも大量に使用される。
鰯に粉をはたいて、揚げてから皿に入れられ、軽く揚げた玉ねぎと交互に重ねられ、白ワインビネガーでマリネされる。この料理は室温で供される。

## ナポリおよびカラブリアでのソフリット
ナポリのソフリットは全く別のものである。
仔牛肉、仔山羊または仔羊、まれに豚の内臓のシチューで、トマトソース、タマネギ、セロリ、オリーブオイル、豊富な赤唐辛子とともに調理されている。これはカタンザーロの「モルツェッドゥ」と同じような料理である。
ナポリでは豚肉を使った同じようなレシピもよく知られており、「ズッパ・ディ・ソフリット」や "zuppa forte"（「強いスープ」）という名前で人気料理となっている。
単品で、あるいはパンやパスタとともに供される。
この料理は肉屋でも売られている。

## ルカーナの伝統料理では
バジリカータ州では「ソフリット」という用語は仔羊の肝臓を使った料理にのみ適用されている。肝臓を粗くスライスし、赤ワインに浸し、玉ねぎと月桂樹の葉と共に土鍋でエクストラ・バージン・オリーブ・オイルで揚げた後でトマトソースで1時間じっくり煮込む。最後に唐辛子で味付けされ、非常に熱い状態で土鍋ごとテーブルに運ばれる。

## 世界では

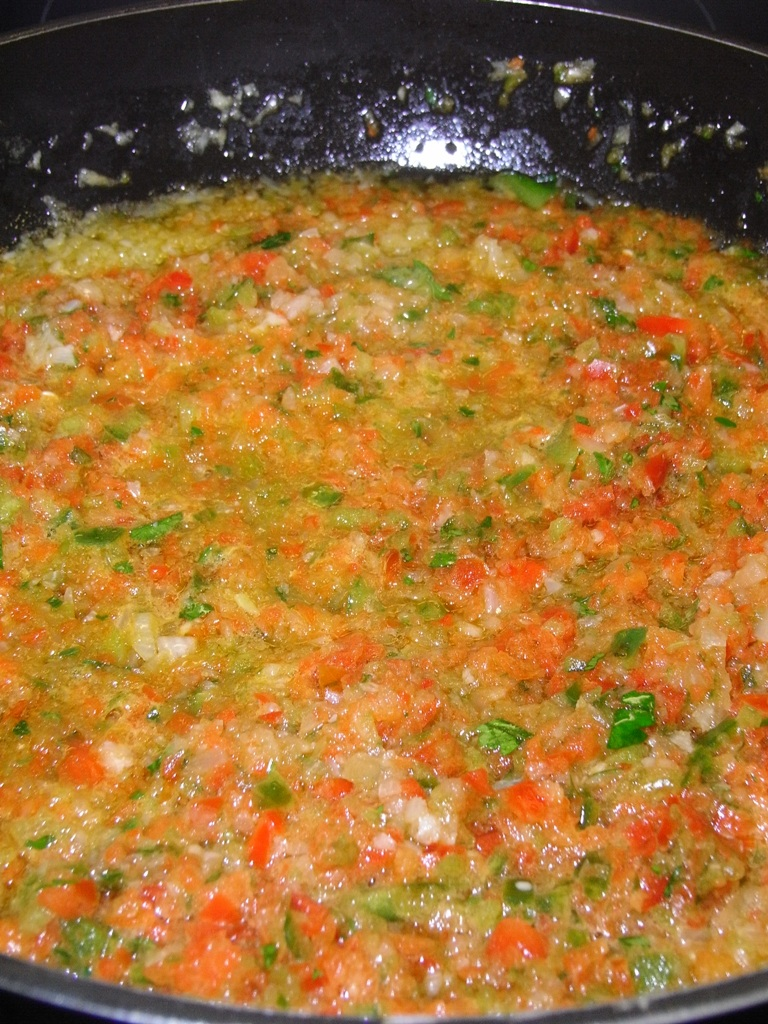
スペインの Sofrito

スペインやプエルト・リコなどのその他の国ではソフリットは「ソフリト」(sofrito）と呼ばれ、玉ねぎ、にんにく、トマト、唐辛子およびハーブを基本としている。この料理はブルスケッタと共に、イタリアでのようにパンに載せて食べられたりもする。